# 성남시 수정구 (선거구)
성남시 수정구는 대한민국의 국회의원 선거구이다. 경기도 성남시 수정구 전역을 관할한다. 현직 국회의원은 더불어민주당의 김태년이다.

## 역사
1989년에 성남시에 구제가 실시되면서 수정구가 설치되었다. 이에 제14대 국회의원 선거를 앞두고 수정구 지역을 관할하는 성남시 수정구 선거구로 신설되었다.

## 관할 구역
| 대수  | 관할 구역          |
| ----- | ------------------ |
| 14대~ | 성남시 수정구 일원 |

## 역대 국회의원
| 선거   | 정당 | 정당           | 의원   |
| ------ | ---- | -------------- | ------ |
| 1992년 |      | 민주당         | 이윤수 |
| 1996년 |      | 새정치국민회의 | 이윤수 |
| 2000년 |      | 새천년민주당   | 이윤수 |
| 2004년 |      | 열린우리당     | 김태년 |
| 2008년 |      | 한나라당       | 신영수 |
| 2012년 |      | 민주통합당     | 김태년 |
| 2016년 |      | 더불어민주당   | 김태년 |
| 2020년 |      | 더불어민주당   | 김태년 |
| 2024년 |      | 더불어민주당   | 김태년 |

## 역대 선거 결과

### 대한민국 제14대 국회의원 선거
|  | 48.56% |

|  | 45.49% |

|  | 5.94% |

### 대한민국 제15대 국회의원 선거
|  | 37.13% |

|  | 35.72% |

|  | 19.47% |

|  | 6.09% |

|  | 1.56% |

### 대한민국 제16대 국회의원 선거
|  | 41.42% |

|  | 26.38% |

|  | 20.95% |

|  | 8.23% |

|  | 1.51% |

|  | 1.49% |

### 대한민국 제17대 국회의원 선거
|  | 43.94% |

|  | 30.23% |

|  | 11.67% |

|  | 9.87% |

|  | 1.35% |

|  | 1.32% |

|  | 0.91% |

|  | 0.34% |

|  | 0.32% |

### 대한민국 제18대 국회의원 선거
|  | 38.70% |

|  | 38.54% |

|  | 9.29% |

|  | 5.65% |

|  | 4.50% |

|  | 2.45% |

|  | 0.64% |

|  | 0.19% |

### 대한민국 제19대 국회의원 선거
|  | 54.76% |

|  | 40.23% |

|  | 4.14% |

|  | 0.85% |

### 대한민국 제20대 국회의원 선거
|  | 44.57% |

|  | 33.28% |

|  | 19.92% |

|  | 2.21% |

### 대한민국 제21대 국회의원 선거
|  | 60.31% |

|  | 35.81% |

|  | 2.97% |

|  | 0.90% |

### 대한민국 제22대 국회의원 선거
|  | 58.41% |

|  | 41.58% |